# Denderhoutem
Denderhoutem is een dorp in de Belgische provincie Oost-Vlaanderen en een deelgemeente van de gemeente Haaltert, het was een zelfstandige gemeente tot aan de gemeentelijke herindeling van 1977. De plaats ligt in de Denderstreek.

## Etymologie
Het dorp wordt lokaal ook wel Atom genoemd. Dit is een afgeleide van Holthem, de middeleeuwse naam van het dorp dat in de loop van de tijd fonetisch evolueerde naar Houtem, daarna de aangeblazen H verloor, en waarna het via de respectievelijke namen Outem en Atem de thans gebruikte Atom werd. Media, organisaties en evenementen in het dorp verwijzen in hun naam naar Atom: zo is er met name het Koninklijke Feestraad Atom, De Gazet van Atom,  AtomTV, en de Atomse rommelmarkt.

## Geschiedenis
De plaats wordt in een oude keuren van de 11e eeuw genoemd als Holthem, samen met de plaats Herlinkhove, een plaats die tot 1807 een zelfstandig dorp was. In de 15e eeuw komt de naam Tenrehoutem, wat zoiets als beboste plek bij de Dender betekende. Een bekende bijnaam voor de inwoners van Denderhoutem is die van turfboeren; in 1830 meldt de Potter een turfland van 5 ha bij de plaats.
Het behoorde vroeger tot de heerlijkheid Land van Rotselaer, vernoemd naar de Brabantse heren van Rotselaar, een adellijke familie, die de belangrijkste bestuurlijke positie bekleedde. Overigens is de oudste melding van deze heerlijkheid uit 1277 als Land van Haaltert.

## Bezienswaardigheden
- De Sint-Amanduskerk. Er zijn sporen van een houten kerk van vóór de 11de eeuw. In de 11de eeuw werd de gotische kerk in witte plaatselijke hardsteen opgetrokken. De toren (beschermd) en de zuiderbeuk werden gebouwd in de 12de of 13de eeuw. Het koor (beschermd) en de noorderbeuk zouden gebouwd zijn in de 16de eeuw. Ook Denderhoutem had te lijden onder de beeldenstorm. Pastoor Cornelius Baeyens, zelf van Denderhoutem, herstelde de schade.
- De pastorie werd in 1767 opgericht en huisvest vandaag de dag de dorpsbibliotheek.
- De oude pastorie, in 2019 omgevormd tot bibliotheek
- De Molen De Graeve, een windmolenrestant.
- Het Turfboerbeeld, Terlindenplein, ingehuldigd in 2009.[2]
- Het Driekoningenbeeld, Dorp, ingehuldigd in 1999.

## Natuur en landschap
Denderhoutem ligt op een hoogte van 30-75 meter. Het heeft een zandlemige bodem.
Belangrijke natuurgebieden zijn De Keelman (Anderenbroek), De Diepe Straten (op de grens met Ninove) en Den Biest (op de grens met Haaltert en Kerksken). De Diepe Straten zijn een complex holle wegen, met als flora onder meer gewone vogelmelk, borstelkrans, maarts viooltje en kraailook.
Verder is er het recreatie- en parkdomein Vondelhof (Vondelen), dat sinds 2019 openbaar toegankelijk is.

## Galerij

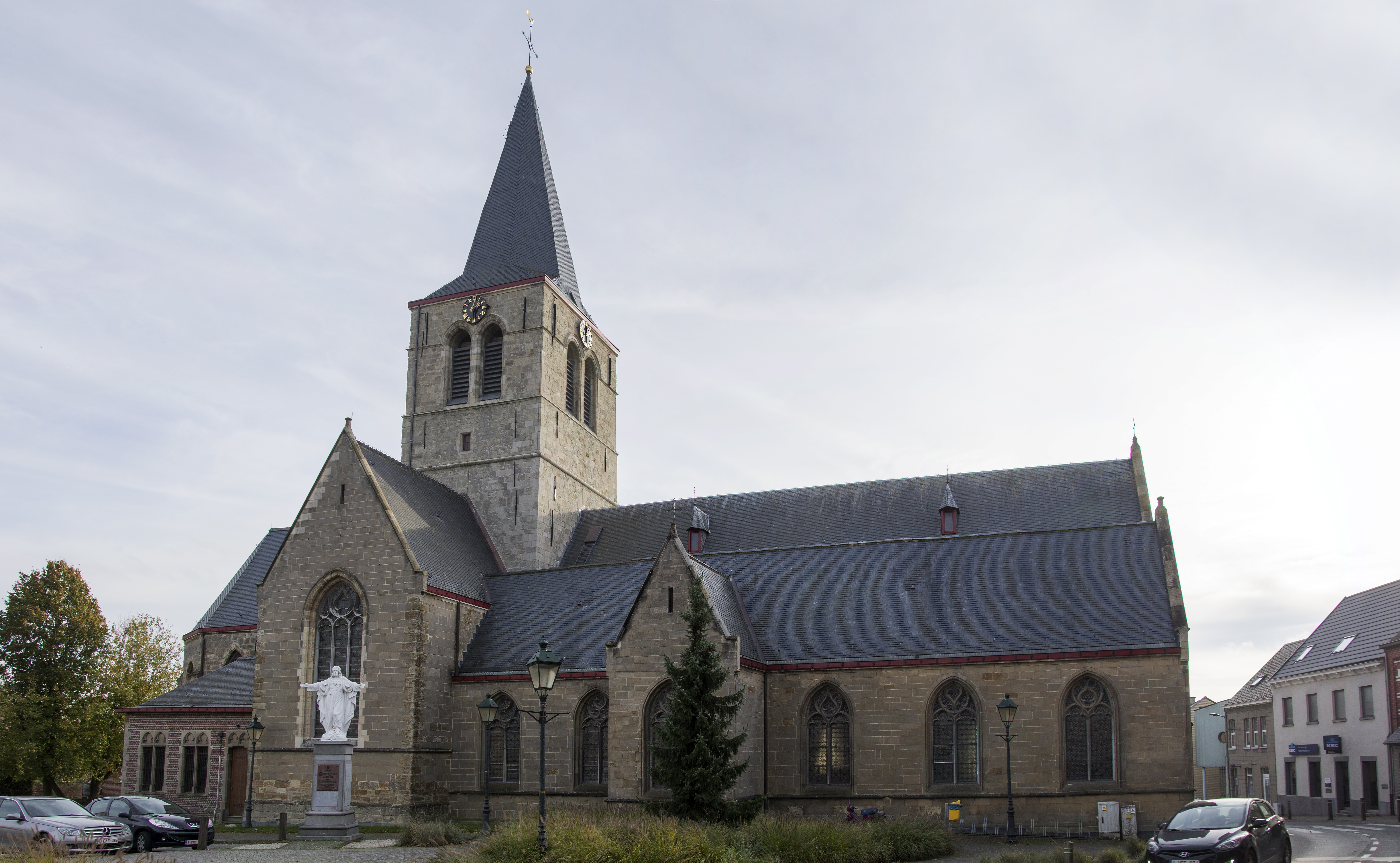
Sint-Amanduskerk in Denderhoutem
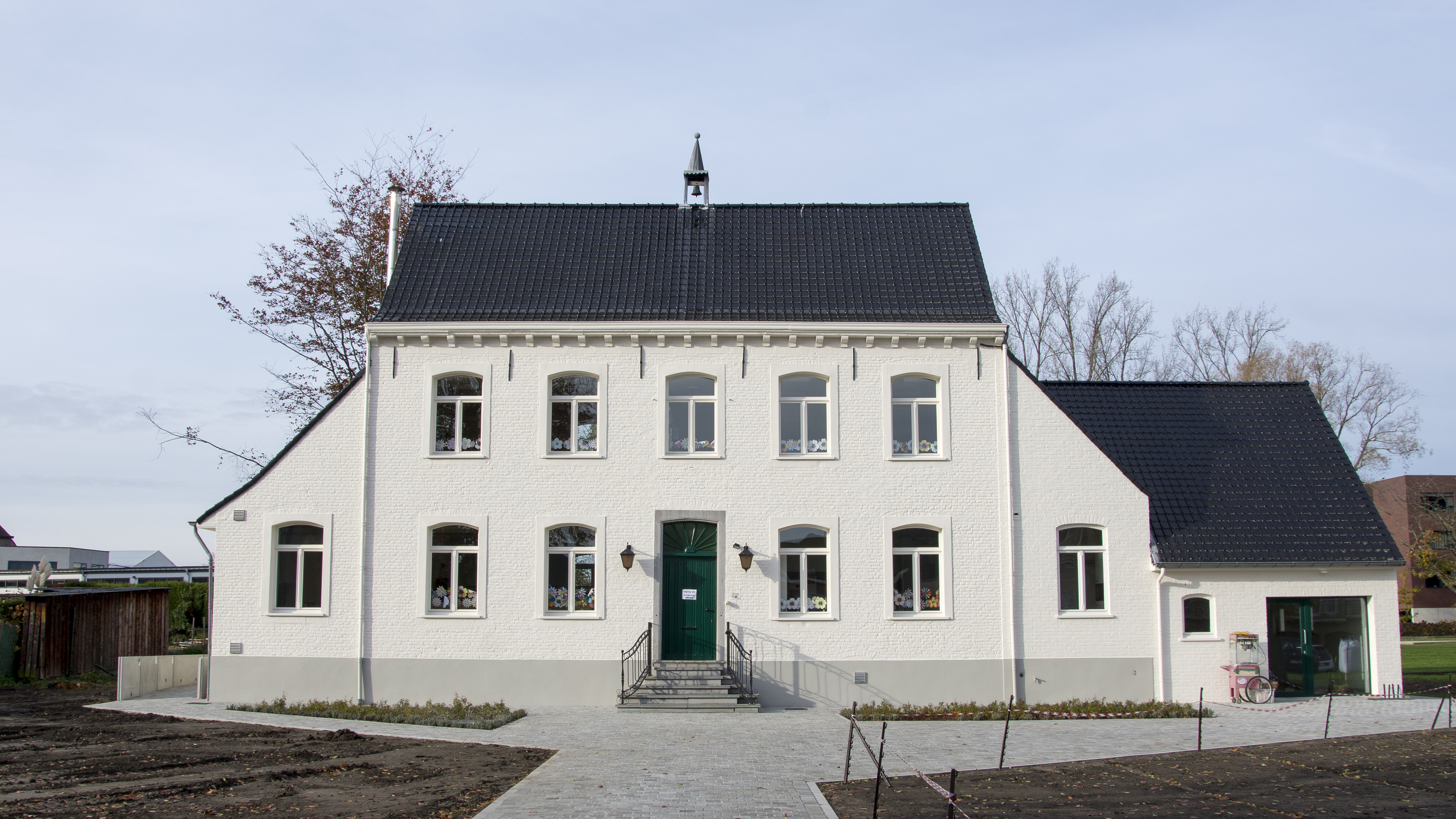
De pastorie
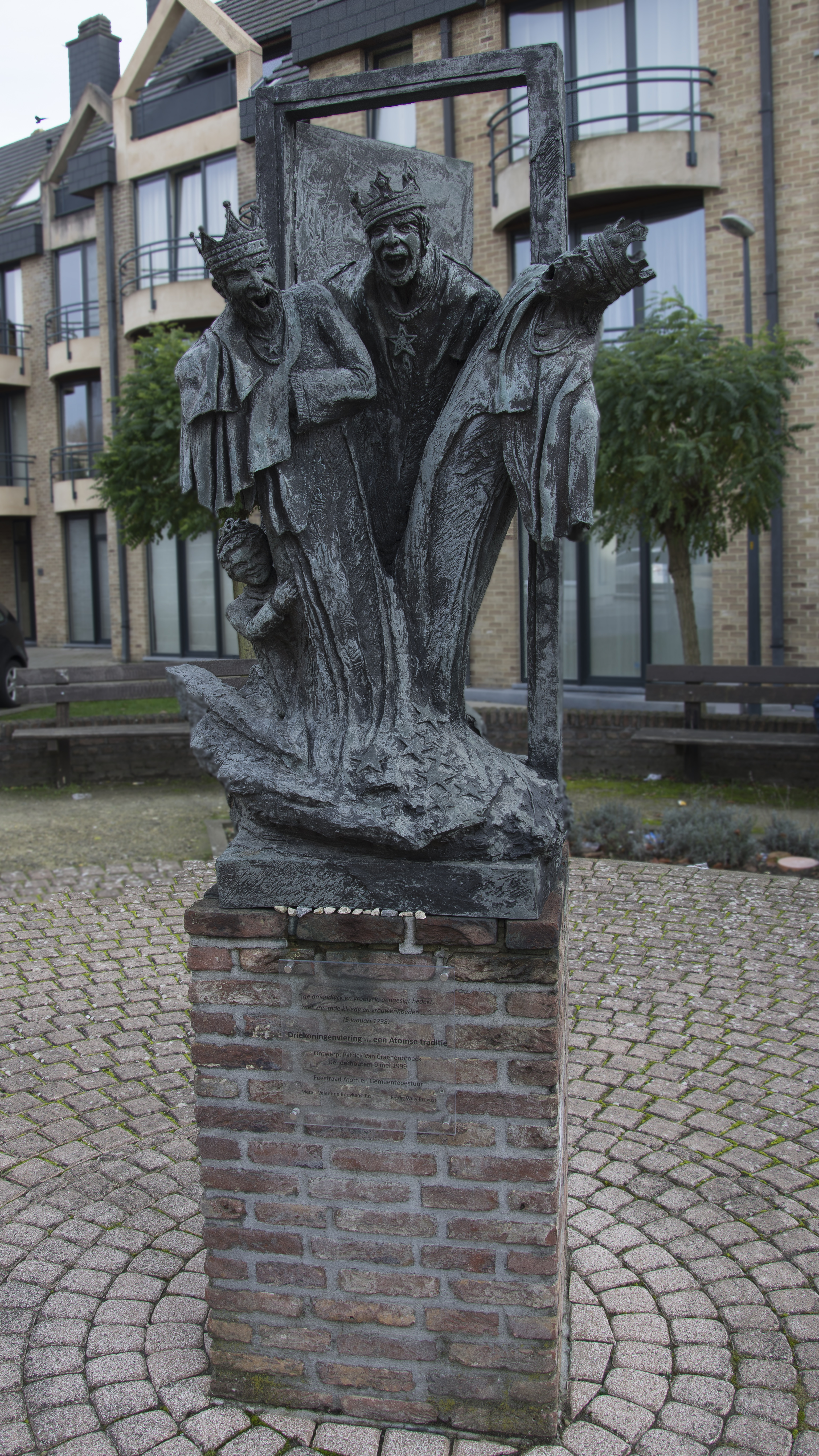
Driekoningenviering van Patrick Van Craenenbroeck

## Demografische ontwikkeling
- Bronnen:NIS, Opm:1831 tot en met 1970=volkstellingen; 1976 = inwoneraantal op 31 december

## Cultuur
- Jaarlijks is er een groot Driekoningenfeest op de eerste zaterdag van het jaar, waarbij een zangwedstrijd wordt gehouden voor groepen, een sterrenworp plaatsvindt en een groot vuurwerk wordt afgestoken. Als herinnering aan deze feestelijkheden, staat er op het dorpsplein een standbeeld van de drie koningen.
- De Denderhoutemnaren noemen zichzelf vaak turfboeren, dit komt doordat in de omgeving vroeger turf werd gestoken. Nu nog zijn de jaarlijkse turfboeraanstelling en de reus "Free" hiervan getuigen.  Om de drie jaar trekt de turfboerstoet door de Denderhoutemse straten.
- In Denderhoutem heeft de Koninklijke Harmonie "Moed en Volharding" haar lokalen.  Zij bestond in 2016 120 jaar.
- Toneelbond Hand in Hand, ontstaan in 1953
- Jeugdbeweging KSA Denderhoutem
- Mini Rock[3], muziekfestival.
- GC De Spot, cultuurcentrum.

## Toerisme
Door dit dorp loopt onder meer de Molenbeekroute en de Jozef De Brouwerfietsroute.

## Bekende personen
- Aloïs De Backer (1858 – 1904), politicus
- Albert Van den Bruele (1885 - 1943), auteur en politicus
- Edgard Van Oudenhove (1894 - 1960), burgemeester en senator
- Octave Van den Storme (1899 - 1987) politicus
- Johannes Josef van de Velde (1876-1912), passagier op de R.M.S. Titanic[4]
- Edgard Sorgeloos (1930 - 2016), wielrenner
- Jan Eeman (1939 - 2011), politicus
- Nera Redant (1947), dichteres
- Hendrik Redant (1962), wielrenner
- Aimé De Gendt (1994), wielrenner
- Lore Jacobs (2005), voetbalster

## Media
- Denderhoutem heeft een eigen televisieplatform, AtomTV.
- De Gazet van Atom is de lokale krant van Denderhoutem.
- Op de Facebookpagina Atom Leeft verschijnen alle gebeurtenissen in Denderhoutem.

## Nabijgelegen kernen
Iddergem, Ninove, Kerksken, Lebeke